# Shimon Kagan
Pour les articles homonymes, voir Kagan.
Shimon Kagan, en hébreu : שמעון כגן, est un joueur d'échecs israélien né le 6 avril 1942 à Tel Aviv et mort le 6 octobre 2024, maître international, titre acquis en 1969.
Au 1er décembre 2022, Kagan est le 126e joueur israélien avec un classement Elo de 2 275 points.

## Biographie et carrière
Shimon Kagan est né en avril 1942.
Il représente Israël lors de quatre olympiades universitaires (championnat du monde par équipes de moins de 26 ans) de 1964 à 1968 remportant la médaille d'argent par équipe et la médaille d'or individuelle au quatrième échiquier (avec 9 points sur 11 marqués) en 1968.
Kagan est champion d'Israël en 1967 et 1969 (le championnat a lieu tous les deux ans). Il reçoit le tire de maître international (MI) en 1969.
Il finit deuxième du tournoi de Hastings en 1976-1977 (derrière Oleg Romanichine). Il finit dernier ex æquo du tournoi interzonal de Petropolis en 1973 (3 points sur 17) et dernier du tournoi interzonal de Rio de Janeiro en 1979 (avec 4,5 points sur 17).
Il participe à neuf olympiades (de 1966 à 1982) et marque 64 points en 104 parties et remportant la médaille d'or individuelle au quatrième échiquier en 1968 (avec 10,5 points sur 13 marqués) et la médaille de bronze individuelle au quatrième échiquier en 1974.
En Coupe d'Europe des clubs d'échecs, l'équipe de Tel Aviv, avec Kagan au premier échiquier, parvient en demi-finale de la compétition 1980-1982, perdant face au Spartak de Budapest.